# Augyles gravidus
Augyles gravidus is een keversoort uit de familie oevergraafkevers (Heteroceridae). De wetenschappelijke naam van de soort is voor het eerst geldig gepubliceerd in 1850 door Kiesenwetter.